# Tesagrotis piscipellis
Tesagrotis piscipellis är en fjärilsart som beskrevs av Augustus Radcliffe Grote 1878. Tesagrotis piscipellis ingår i släktet Tesagrotis och familjen nattflyn. Inga underarter finns listade i Catalogue of Life.